# Kanzel (Sainte-Marie-de-Ré)

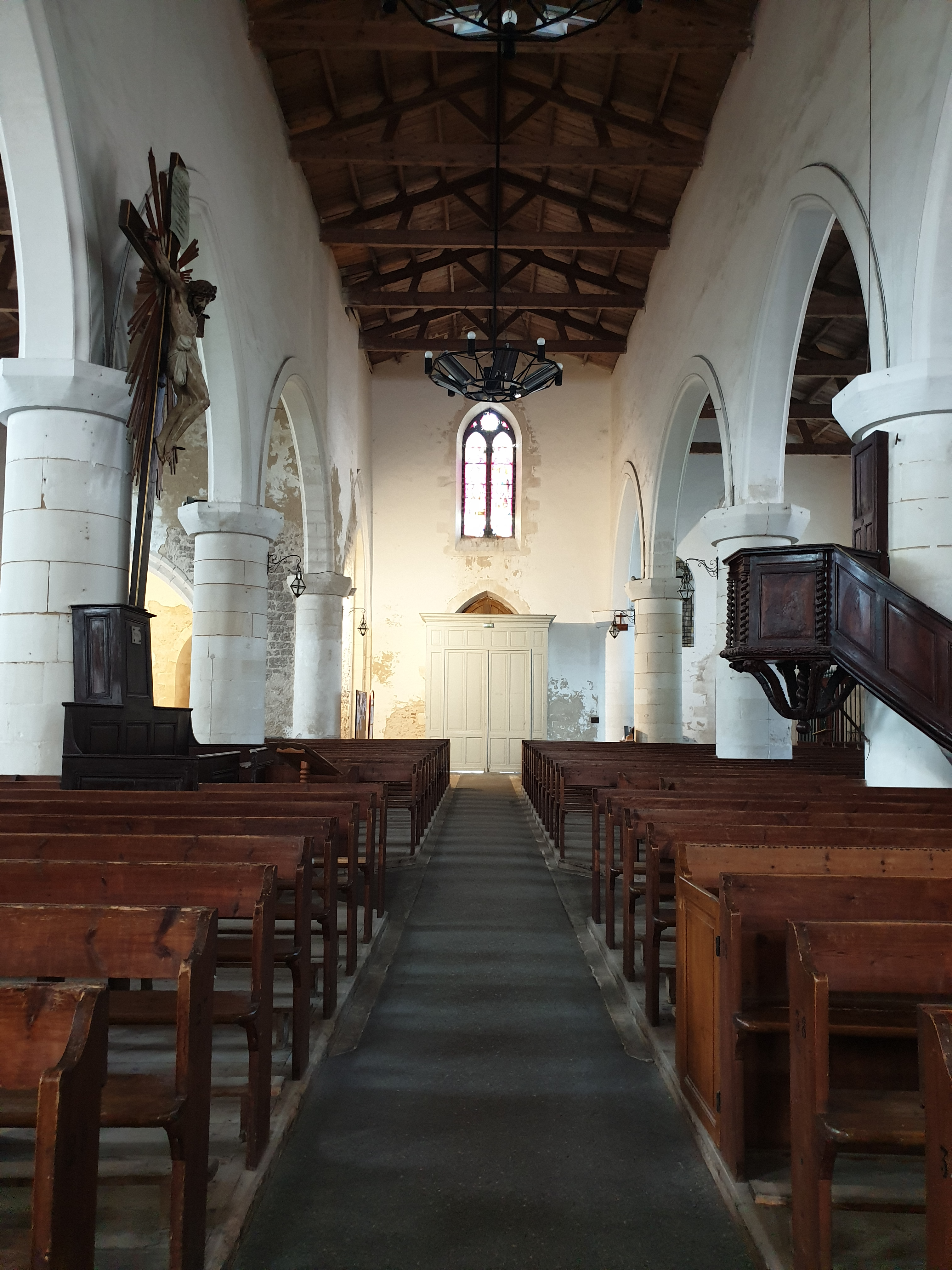
Kanzel in Sainte-Marie-de-Ré (rechts)

Die Kanzel in der Kirche Notre-Dame-de-l'Assomption in Sainte-Marie-de-Ré, einer französischen Gemeinde im Département Charente-Maritime der Region Nouvelle-Aquitaine, wurde im 18. Jahrhundert geschaffen. Die Kanzel aus Holz wurde 1977 als Monument historique in die Liste der geschützten Objekte (Base Palissy) in Frankreich aufgenommen.
Die Kanzel ist völlig schmucklos gestaltet, ein Schalldeckel ist nicht vorhanden.